# Ariz (motorfiets)
Ariz is een historisch merk van motorfietsen.
Ariz stond voor: Armando Rizetto, Milaan.
Italiaans motorfietsmerk dat van 1952 tot 1954 48 cc motorfietsjes maakte. De blokjes hadden een liggende cilinder waardoor ze op de Garelli Mosquito leken. Ze werden ook als hulpmotor verkocht.